# Geminiano Rondelli
Geminiano Rondelli, né à Roncoscaglia di Sestola le 2 août 1652 et mort à Bologne le 17 juillet 1739, est un mathématicien italien.

## Biographie
Né à Roncoscaglia di Sestola, dans le duché de Modène et Reggio, le 2 août 1652, il fit ses études à l'université de Bologne, dont il devint bibliothécaire et professeur. Il y occupa successivement les chaires de philosophie, de mathématiques, de fortification et d'hydraulique. Il fut employé par le Saint-Siège dans la fameuse contestation qui s'éleva, vers le commencement du XVIIIe siècle, sur les eaux du Bolognese. Le duc de Modène le chargea aussi de diriger les travaux nécessaires pour arrêter les débordements du Pô près de Ferrare. Rondelli mourut le 17 juillet 1739, laissant après lui la réputation d'un homme profondément versé dans les sciences qu'il avait professées.

## Œuvres
- Aquarum fluentium mensura, nova methodo inquisita, Bologne, 1691, in-4° ;
- Planorum et solidorum Euclidis elementa, facilioribus demonstrationibus explicata, ibid., 1693, in-4° ;
- Urania, custode del tempo : varie considerazioni intorno al computo della denominazione degli anni, colle quali resta determinato l'anno corrente esser l'ultimo del secolo 17, dell'era cristiana, e non il 1° del 18, ibid., 1700 in-8° ;
- Universale trigonometria lineare e logaritmica, ibid., 1703, in-4° ;
- Sex priora Euclidis elementa, quibus acesserunt undecimum et duodccimum, ibid., 1719, in-4°.

Il y a plusieurs articles de lui dans le Journal de Modène de 1693, signés G.R. Francesco Maria Zanotti en parle avec éloge dans les De Bononiensi scientiarum et artium Instituto atque Academia commentarii, vol. 4, p. 16.